# Amedeo Avogadro
Lorenzo Romano Amadeo Carlo Avogadro, grof quaregnski in corettski, italijanski plemič, kemik in fizik, * 6. avgust 1776, Torino, Piemont, Italija, † 9. julij 1856, Torino.
Med najpomembnejša odkritja Amedea Avogadra spada po njem imenovan Avogadrov zakon: Pri enaki temperaturi in pri enakem tlaku imajo v enakih prostorninah vsi (idealni) plini enako število molekul. Število molekul v enem molu je znano kot Avogadrovo število, enako je NA = 6,02214199 · 1023.
Po njem se imenuje krater Avogadro na Luni in mineral avogadrit.